# Audrey Dufeu
Audrey Dufeu, née le 3 juin 1980 à Saint-Nazaire (France), est une femme politique française, membre de La République en marche. Elle est députée de la huitième circonscription de la Loire-Atlantique de 2017 à 2022 et est nommée vice-présidente de la commission des Affaires sociales en 2020.

## Biographie

### Famille et parcours professionnel
Après des études d’infirmière à Paris, elle exerce le métier d’infirmière pendant sept ans en région parisienne, puis elle décide de s’installer dans sa ville natale Saint-Nazaire,.
Par la suite, elle dirige un établissement de santé dans la ville de Pontchâteau, se spécialisant notamment dans l’onco-hématologie et la promulgation de soins palliatifs,.

### Parcours politique
Audrey Dufeu est à l’origine de la création du comité local En Marche à Saint-Nazaire à l’été 2016. Quelques mois plus tard, elle est choisie par la commission nationale d’investiture En marche pour les élections législatives dans la 8e circonscription de Loire-Atlantique.
Le 11 juin 2017, elle arrive en tête du premier tour des élections législatives avec 38,44 % des suffrages[source insuffisante]. Elle remporte le 18 juin 2017 le second tour de l’élection face à Lionel Debraye (France insoumise) avec 56,70 % des voix.
Elle siège à l’Assemblée Nationale comme membre de la commission des affaires sociales et s'intéresse aux questions de santé et de vieillissement.
Elle est choisie pour intégrer le Conseil national de la concertation grand âge, dirigée par Dominique Libault et dont les propositions serviront de base pour la construction du projet de loi relative à l’entrée dans le grand âge des Français.
Elle est nommée ambassadrice de la réforme des retraites par la ministre de la Santé Agnès Buzyn auprès du haut-commissaire Jean-Paul Delevoye.
Aux côtés de 120 députés, elle plaide pour une utilisation accrue des énergies renouvelables. Elle insiste notamment sur l'utilisation de l'éolien en mer et vise ainsi à défendre son territoire « qui s'illustre par son innovation industrielle ».
En janvier 2022, elle est désignée par l'Agence régionale de santé des Pays de la Loire pour piloter une expérimentation visant à développer les compétences psychosociales chez les enfants de 8 à 11 ans sur plusieurs territoires en Loire-Atlantique. L'objectif de cette expérimentation "Prendre soin de soi" est de développer la prévention et d'apprendre aux enfants à prendre soins d'eux et à être acteur de la prévention. Cette expérimentation est dotée d'un budget d'un million d'euros sur cinq ans,.

## Travaux sur le Grand-âge
Le Premier ministre lui confie une mission gouvernementale sur l'âgisme et la longévité. Elle remet son rapport "Réussir la transition démographique et lutter contre l'âgisme" le 12 décembre 2019 à Agnès Buzyn, alors ministre des solidarités et de la santé.

## Mandat
- 21 juin 2017 - 21 juin 2022 : députée de la 8e circonscription de la Loire-Atlantique[17].